# Кардиалгический синдром
Кардиалги́ческий синдро́м — одно из основных проявлений вегетативной дисфункции, так называемые «боли в сердце», чувство давления, сжатия, парестезии и т. п. в области сердца, или более широко в области левой, а иногда и правой, части грудной клетки. Кардиалгический синдром относится к расстройствам функции сердечно-сосудистой системы с разнообразными клиническими проявлениями, субъективного и объективно-функционального характера, не имеющих при этом органических изменений в кардиоваскулярной системе. 

## Классификация и причины
В медицине разделяют два понятия:
- кардиалгия — боли в области сердца;
- торакалгия — боли в грудной клетке.

В практической медицине выделяют разный генезис кардиалгии:

1. Кардиалгия, связанная с патологиями сердца и крупных сосудов.
2. Кардиалгия, связанная с патологиями органов грудной клетки и средостения.
3. Психогенная кардиалгия, которая возникает в рамках психовегетативного синдрома.
4. Кардиалгии миофасциального и вертеброгенного происхождения.

В большинстве случаев, кардиалгии обусловлены тремя основными причинами возникновения:
- ИБС (ишемическая болезнь сердца);
- вертеброгенно-мышечная патология;
- психовегетативные расстройства.

С точки зрения вегетологического анализа выделяют два класса кардиалгий:
1. Кардиалгии в структуре синдрома вегетативной дистонии (проявляющиеся клинически психовегетативными нарушениями).
2. Кардиалгический синдром, сопровождающийся минимальными вегетативными расстройствами.

Кардиалгия в структуре синдрома вегетативной дистонии — наиболее часто встречающиеся боли в сердце, которые одновременно находятся в структуре разных аффективных и вегетативных нарушений. В данном случае важна способность врача увидеть за кардиалгией, сопровождающий её психовегетативный синдром, для правильной оценки состояния и определения последующей терапии.
Боли могут иметь устойчивую локализацию или миграционный характер. Зона болезненный ощущений, как правило, связана с проекцией на кожу верхушки сердца, с областью левого соска и прекордиальной областью; могут, также, располагаться за грудиной.

У больных нейроциркулярной дистонией, кардиологи выделяют пять типов кардиалгии:
- простая кардиалгия (ноющие, щемящие, покалывающие боли), которая встречается у 95 % больных;
- ангионевротические боли (давящие, сжимающие), генез которых определяется как связанные с расстройствами тонуса коронарных артерий;
- кардиалгия вегетативного криза (приступообразные давящие, ноющие боли), встречается у 32 % больных;
- симпаталгическая кардиалгия, встречается у 19 % больных;
- псевдостенокардия, встречается у 20 % больных.

С неврологической позиции «симпатическая кардиалгия» является достаточно спорной, поскольку согласно современным взглядам роль «симпаталгий», связанных с реальным вовлечением периферической вегетативной системы, является незначительной.
Кардиалгии дистонического характера редуцируются приемом валидола и других седативных средств.

## Симптоматика
Характер проявления болевых ощущений имеет широкий спектр: ноющие, покалывающие, колющие, давящие, сжимающие, пульсирующие боли, ощущение жжения. Больной также может указывать на диффузные, мало очерченные ощущения.
Боли имеют волнообразный характер, длительность боли, как правило, продолжительная, но возможны и кратковременные боли. Также возможны приступообразные боли, длительностью 3-5 минут. Если такие приступы боли возникают за грудиной, это является тревожным знаком для врача, они требуют исключения стенокардии. При возникновении затяжных болей у пациентов старше 40 лет необходимо исключить инфаркт миокарда.
Для такого типа кардиалгий характерна иррадиация боли в область левого подреберья, левого плеча, под лопатку и подмышечную область, та также в область поясницы и в правую часть грудной клетки. Не характерна иррадиация боли в нижнюю челюсть и зубы.
Боли в области сердца, связанные с вегетативной дисфункцией, также могут сопровождаться следующими дыхательными ощущениями: нехватка воздуха, неудовлетворенность вдоха, ком в горле, непрохождение воздуха в легкие.
Следует также учитывать давность кардиалгии. Давние боли в области сердца, тянущиеся с молодого возраста, свидетельствуют скорее о причинах неорганического характера.

## Диагностика
При диагностике кардиалгических синдромов важным этапом является оценка психовегетативного фона. Необходимо проанализировать сопутствующие кардиалгии синдромы. Важен комплексный подход. Диагностическая ориентация на отдельные параклинические методы в данном случае не является верным подходом.
У больных наблюдаются проявления разных психических (эмоциональных, аффективных) нарушений. Наиболее частыми являются проявления тревожно-ипохондрического и фобического характера. Учитываются особенности личности, наличие тревожных, панических проявлений, невротических расстройств, как критериев психогенного генеза.
Ещё одним важным моментом в клиническом анализе кардиалгии является разделение боли, аффективных и вегетативных проявлений в описании состояния пациента.
Также проводится анализ представлений больного о своем заболевании (внутренняя картина болезни). В ряде случаев определение степени «разработанности», фантастичности, мифологичности картины болезни, соотношения представлений о своем страдании и степени их реализации в поведении, позволяют установить причину тех или иных ощущений у пациентов, степень выраженности эндогенных механизмов в структуре афферентных нарушений, а также, наметить проблемы и точки психологической коррекционной терапии.

## Лечение
Определение методов лечения производится после комплексной диагностики и выявления природы болей в области сердца. При медикаментозном лечении кардиалгии показан прием настойки валерьяны и валокордина. В местах проекции боли можно делать легкий самомассаж. Если боли в сердце имеют ангиозные черты, показано назначение кальцийблокирующих препаратов типа изоптина (верапамил). В зависимости от структуры эмоциональных нарушений, могут назначаться психотропные препараты. 

Среди немедикаментозных методов лечения кардиалгического синдрома показана психотерапия, дыхательная гимнастика, лечебная физкультура, физиотерапия, бальнеотерапия, курортное лечение. При психогенных причинах кардиалгического синдрома также рекомендуется избегать стрессовых ситуаций и перенапряжения на работе, соблюдать режим сна.